# Archidiocèse de Gagnoa
 (mars 2019).
L'archidiocèse métropolitain de Gagnoa (latin : Gagnoaën(sis)) est l'un des quatre archidiocèses de Côte d'Ivoire et le siège de la province ecclésiastique de Gagnoa. Les diocèses suffragants sont Daloa, Man et San Pedro-en-Côte d'Ivoire.

## Histoire
Le 25 juin 1956, le diocèse de Gagnoa est créé par démembrement du diocèse de Daloa. Il est alors suffragant de l'archidiocèse d'Abidjan. En 1989, le diocèse perd une partie de son territoire pour la création du diocèse de San Pedro.
Le 19 décembre 1994, le pape Jean-Paul II élève le diocèse en archidiocèse métropolitain et lui attribue trois suffragants : Daloa, Man et San Pedro.

## Siège
Le siège de l'archidiocèse est la Cathédrale Sainte-Anne de Gagnoa.

## Diocèses suffragants
- Daloa
- Man
- San Pedro-en-Côte d'Ivoire

## Source
- (en) Giga-Catholic Information
- (en) Catholic-hierarchy